# Апосіопеза
Апосіопе́за, умовча́ння, недогово́рення (дав.-гр. ἀποσιώπησις — умовчання) —  стилістична фігура, незавершене обірване речення, в якому думка висловлена не повністю. Наприклад: 
— Ха-ха-ха!… всіх… викоренити… ха-ха-ха!… щоб і на насіння… всіх!… а-ха-ха… — вона аж хлипала.— М. Коцюбинський

## Визначення
Фігура умовчання полягає в несподіваній свідомій незавершеності фрази,
висловлювана думка обривається з розрахунком на здогад читача (чи слухача) про недоговорене.
Апосіопеза графічно позначається трьома крапками.

## Використання
Недоговорення вживається автором
:
- щоб передати емоційний стан персонажа-мовця (схвильованість, подив, нерішучість тощо), наприклад, схвильованість:

Бо я вдень не одинока — 
З полем розмовляю,
 Розмовляю і недолю 
В полі забуваю,
 А вночі... — та й оніміла, Сльози полилися...— Т. Шевченко
- щоб передати небажання або неспроможність мовця з різних причин про щось говорити;

- як натяк на що-небудь, що автор лишає на здогад самого читача або слухача:

„Я не Ганна, не наймичка, 
Я..." — Та й оніміла.— Т. Шевченко
зокрема із займенником той:
— Одним словом, пораджуся зі своїм напарником та й той... завтра ні, а післязавтра прийдемо— Ю. Збанацький
Апосіопеза може підкреслювати неможливість сформувати всю глибину думки, почуття або небажання про все говорити, оскільки співрозмовник спроможний зрозуміти й без слів.
Також умовчання може позначати розрив речення після натяку на розвиток подальших подій:
Там, під горою, в посмутнілій хаті,

стоїть труна… а там, на тій горі…

 І пізнє літо… снопики на нивці…

 гукає мати… бігає хлоп'я…

 А там, у гробі…— Ліна Костенко

## Приклади вживання в українській літературі
Міг замолоду плечем підважити мажару з сіллю, а тепер...— О. Гончар
Ми йшли туди… Та яке там йшли… Летіли, рвалися… Тож ми вірили, що там… Зрештою, ти сам знаєш…— У. Самчук
Тато, бувало, й за цілий день так багато не вибалакували слів. А тут…— Р. Федорів
Пекучий день… лісів солодка млява… 

смага стежок… сонливиці левад…— Ліна Костенко
І беруть у свій полон. 

До молодости зносять, 

Аби жбурнути – в прірву…— Василь Стус